# Haemulon steindachneri
Haemulon steindachneri és una espècie de peix de la família dels hemúlids i de l'ordre dels perciformes.

## Morfologia
Els mascles poden assolir els 30 cm de longitud total.

## Distribució geogràfica
Es troba a l'Atlàntic occidental (des de Panamà fins a Santa Catarina -Brasil-) i al Pacífic oriental (des de Mèxic fins al Perú).